# 加速老化测试

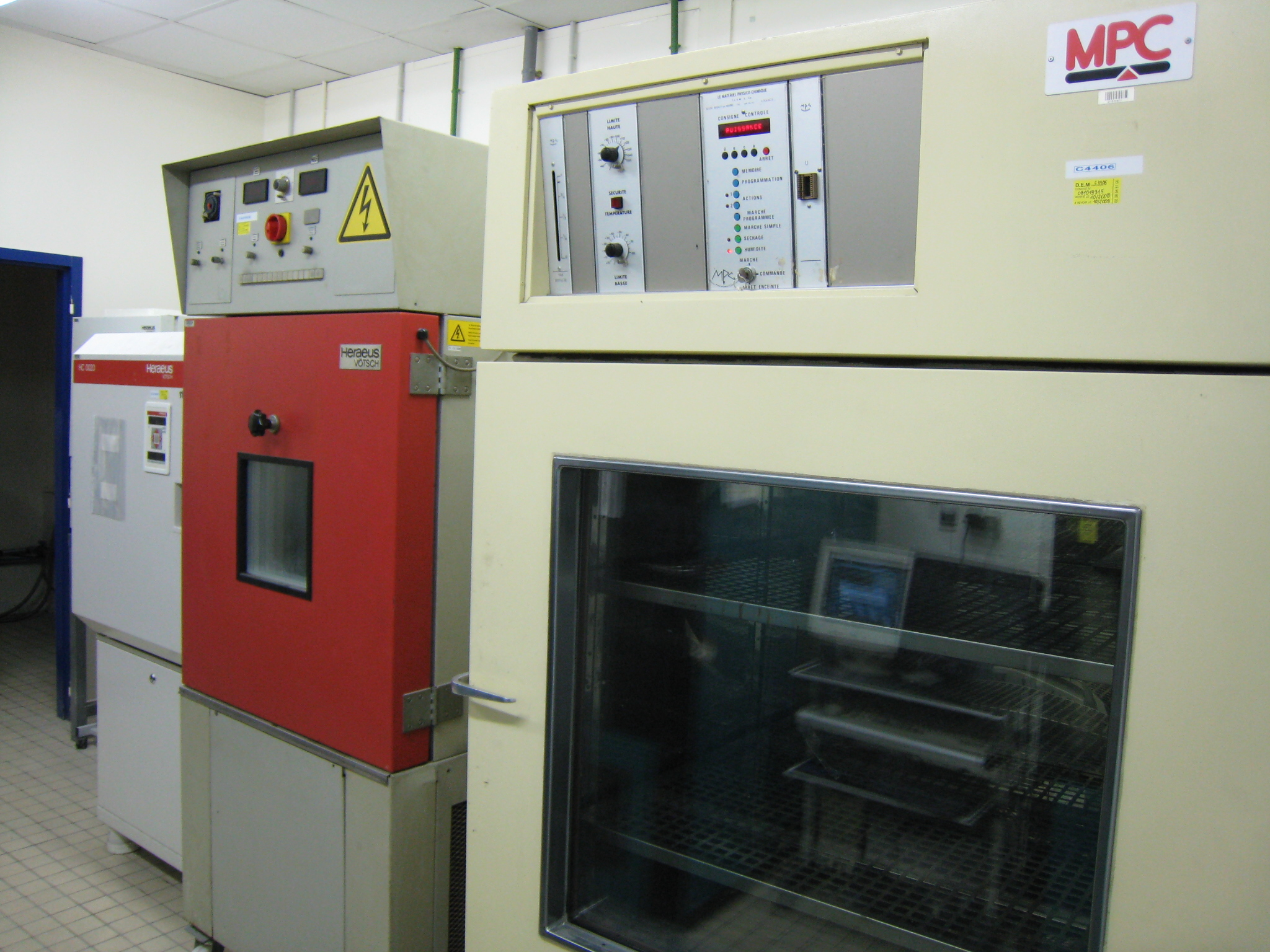
用于加速老化的实验箱

加速老化测试是一种测试方法，通过施加高温、高湿、氧气、阳光、振动等强化条件，加速物品的正常老化过程。 该方法用于在较短时间内评估预期应力水平对物品的长期影响，通常在实验室中通过受控的标准和測試方法进行。 当缺乏实际寿命数据时，可利用加速老化来估计产品的使用寿命或保质期。 这适用于尚未经历完整生命周期的新产品，例如新型汽车发动机或用于关节置换的新型聚合物。
在物理测试或化学测试中，产品会经历以下条件：
- 长时间承受代表性的应力水平；
- 施加异常高的应力水平，以加速自然老化效应；
- 施加刻意导致失效的应力水平，以便进一步分析。

机械部件可能以远超正常使用的高速度运行。 聚合物通常在高温下保持，以加速化学降解。 常使用恒溫恒濕箱进行这些测试。
此外，被测试的设备或材料可能暴露于快速（但受控的）温度、湿度、压力、应变等变化中。 例如，冷热循环可以在数小时或数分钟内模拟昼夜温差的影响。

## 技术和方法
加速老化采用多种受控方法来模拟并加速自然老化的影响。 这些方法根据被模拟的产品、材料或环境条件的不同而变化。 以下是最常用的技术：

### 环境应力测试

#### 温度循环
样品被反复暴露于极端高温和低温的循环中，模拟每日或季节性的温度波动。 例如，在汽车工业中，发动机和制动系统等部件通过温度循环测试，以模拟白天炎热的沙漠气候和夜间的冰冻温度等真实环境条件。 在电子行业，印刷电路板经历快速的温度变化，以评估焊点的可靠性和材料的耐久性。

#### 热冲击
热冲击指材料或组件在极短时间内快速暴露于极端温度差异的环境中。与温度循环不同，温度循环涉及高温和低温之间的逐步变化，而热冲击则施加突然的温度转变，可能导致材料内部产生即时应力。该方法常用于评估产品对开裂、翘曲或其他因突发热梯度引起的失效形式的抵抗能力。例如，航空航天应用中的玻璃或陶瓷组件会进行热冲击测试，以确保其在高速大气层再入条件下的耐久性。
热冲击试验箱是专门用于实现快速温度转换以模拟极端环境条件的设备。这些试验箱通常由两个或三个具有不同温度设置的区域组成——高温、低温，有时还有室温。产品载物篮会自动在这些区域之间传输测试样品，确保迅速的温度变化。
BGA组件在快速温度变化期间，由于施加在焊点上的机械应力，特别容易受到热冲击引发的失效。研究表明，热冲击可能导致这些焊点内部裂纹的产生和扩展，影响电子组件的完整性和可靠性。
PCB组件的可靠性通常取决于其焊点的耐久性。在经历显著温度变化的恶劣环境中，这些焊点容易形成裂纹并最终断裂，这突显了在电子元件设计和评估中进行严格热冲击测试的重要性。
除了电子领域，热冲击测试还广泛应用于各行各业，以评估材料和产品在快速温度变化下的耐久性。例如，在汽车领域，发动机零件和安全设备等组件会进行测试，以确保它们能够承受操作过程中遇到的热应力。同样，航空航天工业使用环境试验箱来测试如航空电子设备、卫星设备和飞机部件等零件。这些零件需要能够承受在发射、再入以及太空中的极端温度。

#### 湿度测试
湿度测试涉及将材料或产品暴露于高湿度或变化的湿度条件下，以模拟在热带、沿海或工业环境中的暴露情况。该方法用于评估湿气对材料降解、腐蚀、膨胀和整体性能的影响。
例如，电子设备进行湿度测试，以确保其外壳和密封件能够防止湿气进入；而建筑材料，如木材或粘合剂，则通过测试来评估其抗翘曲或分层的能力。
湿度测试通常与高温结合进行，以加速湿气暴露的影响，特别是对于聚合物、金属和复合材料等材料。

#### 紫外线暴露
紫外线测试是老化测试的一个组成部分，旨在模拟材料、产品和涂层长期暴露于紫外线辐射下的影响。 紫外线是阳光的组成部分之一，是导致材料随时间劣化的主要因素之一。 紫外线测试有助于评估材料在长期紫外线照射下的耐久性和性能，提供其预期寿命的见解，并识别潜在的脆弱性。
目的和应用：紫外线测试的主要目的是评估材料对光降解的抵抗力，包括褪色、变色、开裂、脆化或机械性能的丧失。
常见的应用包括：
塑料和聚合物： 评估用于户外产品的聚合物的耐候性。
涂层和油漆： 确保暴露于阳光下的保护性和装饰性涂层的耐久性。
纺织品： 评估织物和染料的抗褪色能力。
测试方法：加速紫外线测试： 该方法使用专门的设备，如氙弧灯或荧光紫外线灯，在受控环境中模拟紫外线辐射。 常见的标准包括ASTM G154（荧光紫外线灯）和ASTM G155（氙弧灯）。

#### 氧气和污染物暴露
样品被暴露于受控浓度的氧气或大气污染物（如臭氧或二氧化硫）中，以模拟氧化降解或腐蚀。

#### 盐雾测试
盐雾测试，也称为盐雾腐蚀测试，是环境应力测试中广泛使用的方法，用于评估材料和表面涂层的耐腐蚀性。 通过将样品暴露于受控的盐雾环境中，这种加速老化测试模拟了海洋和沿海条件下的腐蚀影响，提供了有关材料耐久性和寿命的宝贵见解。

#### 粉尘测试
粉尘测试用于评估设备和系统在暴露于颗粒污染物环境中的耐受性和性能。
在天然气输配网络中，粉尘污染可能源自多种途径，特别是硫化物引起的黑色粉末。天然气中的硫化氢（H₂S）可与金属（尤其是铜）反应，形成金属硫化物。随着时间推移，这些硫化物可能剥落，产生细小的黑色粉尘，对燃气设备和计量器具构成风险。
燃气表容易受到此类粉尘的污染。金属粉尘的进入可能导致机械磨损（磨粒可能侵蚀运动部件，影响测量精度）、堵塞（粉尘积聚可能阻塞内部通道，影响气体流动和计量功能）以及腐蚀（粉尘颗粒与计量器组件之间的化学相互作用可能加速设备劣化）。

### 机械应力测试
机械应力测试通过模拟材料和组件在重复机械载荷下的耐久性，评估其在现实条件下随时间可能发生的劣化情况。这些测试有助于识别由于疲劳、磨损或结构弱点导致的潜在故障。

#### 高速运行测试
高速运行测试评估材料或设备在长时间暴露于快速运动或机械循环下的承受能力。这在航空航天、汽车和制造等行业中常被应用，因这些领域的组件经常经历高频率的快速运动。测试可能包括加速磨损模拟、摩擦分析以及快速运动引起的热效应。

#### 振动测试
振动测试模拟组件在其生命周期中可能遇到的机械振动。该方法有助于确定其对结构疲劳和机械共振的抵抗力，这些因素可能导致故障。测试通过受控的振动频率和幅度进行，通常使用电动或液压振动台。电子、运输和建筑等行业依赖振动测试来提高产品的可靠性和安全性。

### 化学稳定性测试
化学稳定性测试评估材料和产品对化学降解的长期抵抗能力。这种测试对于确定物质在环境因素（如温度、湿度、氧化以及暴露于腐蚀性化学品）影响下的反应至关重要，广泛应用于制药、聚合物和涂层等行业，以确保产品的可靠性和安全性。

#### 热老化
热老化测试评估材料在长期暴露于高温条件下的化学和物理性能变化。高温可能加速氧化、聚合物降解和相变，导致机械强度降低和性能特性改变。此类测试通常应用于塑料、橡胶、润滑剂和电子元件的评估。

#### 化学暴露
化学暴露测试检查材料与反应性物质（如酸、碱、溶剂和氧化剂）接触时的稳定性。这些测试有助于预测可能发生的腐蚀、膨胀、变色和结构降解。制药、航空航天和建筑等行业利用化学暴露测试来评估产品在实际使用条件下的耐久性。

### 综合应力测试
综合应力测试评估材料、组件和产品在多种同时作用的应力因素下的老化行为。与仅检查特定条件（如热、湿度、机械负荷或化学暴露）的单一因素老化测试不同，综合应力测试旨在再现现实世界中多种降解机制共同作用的情况。这种测试对于评估长期可靠性、识别失效模式以及提高产品耐用性至关重要，广泛应用于航空航天、汽车、电子和制药等行业。

#### 综合应力测试的重要性
许多产品在其使用寿命中会同时受到多种环境和机械应力。例如，汽车环境中的电子设备可能同时经历高温、湿度、振动和循环机械负荷。传统的单变量老化测试可能无法准确预测在多种因素交互作用下的产品寿命。通过综合应力测试，研究人员和工程师可以更好地理解协同降解效应，开发更具弹性的材料和设计。

#### 综合应力测试中的协同效应
综合应力测试中的一个主要挑战是存在协同效应，即多种应力共同作用的影响大于其单独作用效果的总和。例如：
- 热和湿度：两者结合可能比单独作用更显著地加速聚合物的水解降解。[17]

- 机械应力和腐蚀：重复加载可能导致微裂纹，使腐蚀性物质深入渗透，加速材料失效。
- 热循环和电负载：在电子产品中，反复的温度变化与高电流负载相结合，可能导致焊点疲劳，增加电气故障的风险。[18]

#### 挑战和未来发展
尽管综合应力测试具有优势，但也存在一些挑战，例如：
- 复杂性增加：模拟多种应力因素需要先进的测试设置和更长的评估时间。
- 失效归因困难：确定哪种应力主要导致特定的失效模式可能具有挑战性。
- 高成本：需要专门的设备和延长的测试周期会增加测试费用。

新兴技术，如基于机器学习的预测建模和多物理场仿真，正在被探索以优化综合应力测试。这些方法使研究人员能够更好地预测产品在复杂条件下的性能，同时减少对大量物理测试的需求。

### 结果验证
验证老化测试结果对于确保所获得的数据准确反映材料、组件或产品的长期性能和耐久性至关重要。老化测试旨在在加速的时间框架内模拟现实条件，但验证是确认这些模拟提供有意义和可靠预测的必要步骤。验证包括统计分析、结果重复性、与现场数据的相关性以及符合行业标准。

#### 统计分析和可重复性
老化测试结果必须经过严格的统计分析，以确定其可靠性和显著性。常用的统计方法包括标准差分析、置信区间估计和回归建模，以建立随时间的趋势。可重复性也至关重要；在相同条件下重复测试时，结果必须一致。通常进行实验室间研究和循环测试，以确保独立研究团队能够以最小的差异复制发现。

#### 相关性验证
为了验证老化测试结果，研究人员将实验结果与产品在实际使用环境中的长期数据进行比较。这种相关性分析有助于评估加速测试条件是否准确模拟了真实的降解机制。例如，在汽车材料测试中，实验室内受控的紫外线（UV）光照和湿度暴露应反映车辆外部表面多年使用后的磨损情况。如果出现差异，可能需要调整测试条件，以更好地再现环境应力因素。

#### 遵守行业标准
许多行业遵循既定的指南和标准来验证老化测试结果。监管机构和国际组织提供测试协议，以确保不同研究之间的一致性和可比性。例如：
- 美国材料与试验协会：为各种材料（包括聚合物、金属和涂层）的加速老化测试提供标准化方法。例如，ASTM F1980是针对医疗器械无菌屏障系统加速老化的标准指南。[21]

- 国际标准化组织：定义了环境测试的指南，包括针对航空航天、汽车和医疗产品的老化模拟。例如，ISO 11607-1规定了旨在保持医疗器械无菌性的包装材料的要求。[22]

- 美国药典：为药物稳定性测试建立了标准，以确定在不同储存条件下的保质期。USP通则<1150>提供了药品稳定性的指导。[23]

#### 验证中的不确定性和局限性
尽管进行了严格的验证工作，由于加速测试方法固有的局限性，老化测试结果中仍存在不确定性。导致不确定性的因素包括：
- 外推误差：基于短期加速测试预测长期性能可能会引入误差，特别是当降解机制不呈线性变化时。
- 环境可变性：真实世界的条件可能难以预测，使得在实验室环境中精确再现现场条件具有挑战性。
- 材料不一致性：原材料、制造工艺或使用条件的变化可能影响长期性能，而这些因素可能无法在受控测试中完全捕捉。

为了应对这些不确定性，工程设计和产品规范中通常应用敏感性分析和保守的安全裕度。

## 应用
加速老化测试广泛应用于各个行业，用于评估产品在模拟条件下的寿命、可靠性和性能。通过将材料和组件暴露于强化的应力因素，这些测试有助于在较短的时间内预测真实的降解机制。加速老化的应用领域包括制药、医疗器械、电子产品、汽车材料、航空航天组件和消费品。

### 制药和医疗器械
在制药和医疗行业，加速老化对于确定药物、疫苗和无菌医疗器械的保质期和稳定性至关重要。稳定性测试遵循国际人用药品注册技术协调会Q1A(R2)等指南，该指南制定了将药品暴露于高温高湿条件下的协议。医疗器械包装验证通常根据ASTM F1980进行，以确保无菌屏障完整性随时间保持不变。

### 电子产品和半导体
电子产品进行加速老化测试，以评估电路板、半导体和连接器的长期可靠性。高加速寿命测试和高加速应力筛选（HASS）等测试常用于识别由于热循环、机械振动和电负载引起的早期故障。IEC 60068-2等标准为电子设备的环境测试提供了指导。

### 汽车行业
在汽车领域，加速老化用于测试聚合物、涂层、粘合剂和结构材料对热、紫外线暴露、湿度和机械应力的抵抗力。氙弧和QUV耐候性测试（ISO 4892-2）模拟长期日晒，以预测材料降解情况。此外，诸如SAE J2334的腐蚀测试再现了包括盐雾和湿度在内的环境条件，以评估车辆组件中金属的耐久性。

### 图书馆和档案保存科学
加速老化也应用于图书馆和档案保护科学。在这种情况下，通常将纸张等材料置于极端条件下，以加速自然老化过程。通常，这些极端条件包括高温，但也存在利用浓缩污染物或强光的测试。
- 预测特定保护处理的长期效果：在这种测试中，经过处理和未经处理的纸张都会暴露在一组固定的标准化条件下。然后，将这两种纸张进行比较，以确定处理是否对纸张的寿命产生了积极或消极的影响。[28]
- 研究纸张腐朽的基本过程：在这种测试中，目的是为了获得纸张降解的化学机制的更深入理解，而不是预测特定类型纸张的具体结果。[27]
- 预测特定类型纸张的寿命：在这种测试中，纸样通常会暴露在多个较高温度下，同时保持相对湿度在一个常温储存环境下的恒定水平。研究人员会在每种温度下测量纸样的相关特性，如耐折性。这样，研究人员可以确定在每种温度下达到特定降解水平所需的天数。通过收集的数据，研究人员推算在较低温度下（如正常储存条件下）的降解速率。理论上，这可以让研究人员预测纸张的寿命。此测试基于阿伦尼乌斯方程。然而，这类测试常常受到批评。[27]

这些测试并没有统一推荐的条件。实际上，温度范围从22到160摄氏度，相对湿度从1%到100%，测试时长从一小时到180天不等。ISO 5630-3标准建议在80摄氏度和65%相对湿度下进行加速老化测试。
除了纸张所暴露的条件有所不同外，测试的设置方法也多种多样。例如，美国国会图书馆建议将样品密封在密封玻璃管中，并以堆叠的方式进行老化测试，这更接近它们在正常环境中的老化方式，而不是将纸张单独放入气候控制的环境中。

#### 局限性和批评
加速老化技术，特别是使用阿伦尼乌斯方程的技术，在近年来常常受到批评。虽然一些研究人员声称可以利用阿伦尼乌斯方程定量预测测试纸张的寿命，但其他研究者则持不同意见。许多人认为，这种方法不能预测纸张的准确寿命，但可以用来根据纸张的耐久性对纸张进行排序。有一些研究者认为，即便是这样的排序也可能具有误导性，这类加速老化测试只能用来判断特定处理或纸张质量对纸张耐久性的正面或负面影响。
对此怀疑的原因有多种。一种观点认为，高温下发生的化学过程与低温下的完全不同，这意味着加速老化过程与自然老化过程并不平行。另一种观点认为，纸张是一个“复杂系统”，而阿伦尼乌斯方程仅适用于基本反应。还有研究者批评了这些实验中纸张劣化的测量方法。有些人指出，至今尚未有统一的标准来确定纸张何时被认为不适用于图书馆和档案用途。其他人则认为，纸张的宏观机械性能与分子化学劣化之间的相关性尚未得到令人信服的证明。也有关于这种方法在汽车行业评估腐蚀性能中的效用的保留意见。
为改善加速老化测试的质量，一些研究人员开始将经过加速老化的材料与经过自然老化的材料进行比较。例如，美国国会图书馆从2000年开始进行一项長期實驗，将人工老化的材料与允许自然老化100年的材料进行比较。

#### 历史
通过加热人为加速纸张劣化的技术早在1899年就被W. Herzberg所描述。在20世纪20年代，加速老化技术得到进一步完善，美国和瑞典使用阳光和高温对各种纸张的耐久性进行排名。1929年，R. H. Rasch建立了一种常用的方法，即72小时在100摄氏度下的测试相当于18至25年的自然老化。
在1950年代，研究人员开始质疑依赖干热和单一温度的加速老化测试的有效性，指出相对湿度影响纸张劣化的化学过程，并且导致劣化的反应具有不同的活化能。这促使研究人员如Baer和Lindström倡导使用阿伦尼乌斯方程和现实相对湿度的加速老化技术。

## 相关
- 环境应力筛选
- 高加速壽命測試
- 計畫性報廢